# Stellarium
Stellarium je počítačový program pro simulaci planetária.
Je dodáván zdarma, licencován podle GNU General Public License. Program je dostupný pro
operační systémy Linux, Windows a Mac OS X. Využívá grafickou knihovnu OpenGL pro renderování téměř realistické třírozměrné oblohy v reálném čase.
Se Stellariem je možné pozorovat i malé hvězdy, které by jinak bylo možné vidět pouze za pomocí teleskopu.
Stellarium vyvinul francouzský programátor Fabien Chéreau, který tento projekt spustil v létě roku 2001. Stellarium existuje i v mobilní verzi pro Android a iOS.

## Vlastnosti
- Přes 600 000 hvězd z katalogu Hipparcos.
- Všechny planety, planetky, plutoidy, krátkoperiodické komety a důležité měsíce sluneční soustavy

- Vizualizace polohy satelitů, včetně ISS. Vizualizace ohonů komet a padajících hvězd
- Panoramatický pohled, mlha, zemská atmosféra, východ a západ Slunce, ekliptika
- Simulace světelného znečištění
- Perspektivní pohled, či rybí oko
- Zobrazení souhvězdí pro 20 různých kultur
- Sférické panoramatické projekce krajin, stereografické zobrazení oblohy
- Výchozí katalog obsahuje více než 80 000 objektů hlubokého vesmíru
- Možnost stáhnutí dodatečných katalogů s více než 210 milióny hvězd do 18 magnitudy a více než milionem objektů hlubokého vesmíru